# 알렉산더 쌍대성
알렉산더 쌍대성(Alexander雙對性, 영어: Alexander duality)은 대수적 위상수학에 등장하는 쌍대성 중 하나로, 초구 속 부분 공간의 호몰로지와 그 여집합의 코호몰로지가 서로 동형이라는 것을 말한다.

## 정리
알렉산더 쌍대성
초구의 비어있지 않은 부분 공간 {\displaystyle X\subseteq \mathbb {S} ^{n}}이 국소적으로 축약 가능할 경우, 다음이 성립한다.
{\displaystyle \operatorname {\tilde {H}} _{k}(\mathbb {S} ^{n}\setminus X;\mathbb {Z} )\cong \operatorname {\tilde {H}} ^{n-k-1}(X;\mathbb {Z} )}.

여기서 {\displaystyle \operatorname {\tilde {H}} }는 축소 호몰로지 · 코호몰로지 군이다. 만약 축소 체흐 코호몰로지를 쓸 경우 국소 축약 가능 공간이라는 조건이 필요 없어진다.

## 증명

### 푸앵카레 쌍대성을 이용한 증명
{\displaystyle U}를 {\displaystyle X}의 열린 덮개라고 하면 다음이 성립한다.
{\displaystyle {\begin{aligned}\operatorname {H} _{k}(\mathbb {S} ^{n}\setminus X)&\cong \operatorname {H} ^{n-k}(\mathbb {S} ^{n}\setminus X)\quad {\text{(Poincaré duality)}}\\&\cong \varinjlim \operatorname {H} ^{n-k}(\mathbb {S} ^{n}\setminus X,U\setminus X)\\&\cong \varinjlim \operatorname {H} ^{n-k}(\mathbb {S} ^{n},U)\quad {\text{(excision)}}\\&\cong \varinjlim \operatorname {\tilde {H}} ^{n-k-1}(U),\quad (k\neq 0)\\&\cong \operatorname {\tilde {H}} ^{n-k-1}(X)\end{aligned}}}

### slant product를 이용한 증명
{\displaystyle X\subseteq \mathbb {S} ^{n}}에 대해 다음 사상을 생각할 수 있다.
{\displaystyle X\times (\mathbb {S} ^{n}\setminus X)\to \mathbb {S} ^{n-1}}
{\displaystyle (x,y)\mapsto {\frac {x+y}{\|x-y\|}}}
위 사상은 다음 코호몰로지류에 대응한다.
{\displaystyle [\phi ]\in \operatorname {H} ^{n-1}(X\times (\mathbb {S} ^{n}\setminus X))}
위 코호몰로지류와 slant product를 통해, 사상을 만들 수 있다.
{\displaystyle [\phi ]_{/}\colon \operatorname {H} _{\bullet }(X)\to \operatorname {H} ^{n-\bullet -1}(\mathbb {S} ^{n}\setminus X),\quad \alpha \mapsto \alpha /[\phi ]}
이제, 만약 {\displaystyle X}가 콤팩트 국소 축약 가능 공간일 경우, 이는 축소 호몰로지의 동형 사상
{\displaystyle [{\tilde {\phi }}]_{/}\colon \operatorname {\tilde {H}} _{\bullet }(X)\to \operatorname {\tilde {H}} ^{n-\bullet -1}(\mathbb {S} ^{n}\setminus X)}
을 정의한다. 이 사상에 의해 알렉산더 쌍대성이 성립한다.

## 예

### 축약 가능 공간
{\displaystyle X}가 축약 가능 공간)이라고 하자. 이 경우, {\displaystyle \mathbb {S} ^{n+1}\setminus X} 역시 축약 가능 공간이다. 축약 가능 공간의 축소 호몰로지와 축소 코호몰로지는 모두 0이므로, 이 경우 알렉산더 쌍대성이 자명하게 성립한다.
(반면, 축약 가능 공간은 0차 (코)호몰로지를 가지므로, 축소가 아닌 일반 (코)호몰로지의 경우 동형이 성립하지 않는 것을 알 수 있다.)

### 초구
{\displaystyle X=\mathbb {S} ^{n}}가 {\displaystyle n}차원 초구라고 하자. 이 경우
{\displaystyle \operatorname {\tilde {H}} _{i}(X)={\begin{cases}0&i<n\\\mathbb {Z} &i=n\end{cases}}}
이며, 반면
{\displaystyle \mathbb {S} ^{n+1}\setminus \mathbb {S} ^{n}\cong \mathbb {B} ^{n+1}\times \{0,\infty \}\simeq \{0,\infty \}}
은 두 개의 점을 가진 이산 공간과 호모토피 동치이므로
{\displaystyle \operatorname {\tilde {H}} ^{i}(\mathbb {S} ^{n+1}\setminus X)={\begin{cases}\mathbb {Z} &i=0\\0&i>0\end{cases}}}
이다. 이에 따라서 알렉산더 쌍대성이 성립하는 것을 알 수 있다.

### 연환수
마찬가지로, {\displaystyle n=2}이며 {\displaystyle X=\mathbb {S} ^{1}}인 경우를 생각하자. 이 경우
{\displaystyle X=\mathbb {S} ^{1}\simeq \mathbb {S} ^{3}\setminus \mathbb {S} ^{1}=\mathbb {S} ^{3}\setminus X}
이며, 이는 오직 1차에만 자명하지 않은 축소 (코)호몰로지를 갖는다. 이에 따라서 알렉산더 쌍대성이 성립하는 것을 알 수 있다. 이 경우 알렉산더 쌍대성 사상은 연환수에 의하여 유도된다.

## 역사
1915년에 제임스 워델 알렉산더가 알렉산더 쌍대성의 최초의 형태를 증명하였다. 알렉산더의 시대에는 (코)호몰로지가 아직 발견되지 않았으며, 알렉산더가 실제로 증명한 것은 법2의 베티 수가 일치한다는 것이었다.
- “Alexander duality”. 《Encyclopedia of Mathematics》 (영어). Springer-Verlag. 2001. ISBN 978-1-55608-010-4.
- “Alexander-Čech duality”. 《nLab》 (영어).
- “Spanier-Whitehead duality”. 《nLab》 (영어).